# ارتش آزادی‌بخش بلوچستان
 ارتش آزادی‌بخش بلوچستان (به بلوچی : بلۏچستان آجوییء لشکر، به انگلیسی: Balochistan Liberation Army)، (به اختصار: BLA) یکی از گروه‌های جدایی‌خواه در پاکستان است که برای جداسازی ایالت بلوچستان پاکستان فعالیت می‌کند. ارتش آزادی‌بخش بلوچستان در کنار دیگر گروه‌های جدایی‌خواه بلوچ (جبههٔ آزادی‌بخش بلوچستان (BLF)، ارتش جمهوری‌خواه بلوچ (BRA)، ارتش متحد بلوچ (UBA)، ببرهای آزادی‌خواه بلوچستان (BLT)، گارد آزادی‌خواه بلوچ (BLG) و لشکر بلوچستان (LB)) به دنبال استقلال و جدایی ایالت بلوچستان از کشور پاکستان و تشکیل دولت-ملت بلوچ هستند.
ارتش آزادی‌بخش بلوچستان، توسط حکومت‌های ایالات متحده آمریکا، اتحادیه اروپا، بریتانیا و حکومت مرکزی پاکستان یک گروه تروریستی به‌شمار می‌آید. مقر اصلی این گروه، در قندهار و در افغانستان است اما عمده فعالیت این گروه در ایالت بلوچستان و علیه نیروهای مسلح پاکستان انجام می‌شود. این گروه همچنین به بمب‌گذاری و کشتن غیرنظامیان و افراد خارجی، پاک‌سازی قومی و حذف اقلیت‌های قومی در بلوچستان متهم است. اما این گروه ادعا دارد هیچ‌وقت عملیاتی تروریستی انجام نداده‌است و تنها هدف‌شان بازپس‌گیری سرزمین مادری‌شان بلوچستان از دست دشمن خود پاکستان است. آن‌ها باور دارند که پاکستان از سال ۱۹۴۸ به کشتار وحشیانه و غارت منابع بلوچستان پرداخته‌است.

## رهبران
بالاچ مری از سال ۲۰۰۰ تا زمان کشته‌شدن‌اش در ۲۰۰۷، رهبری این گروه را بر عهده داشت. برخی گزارش‌ها حاکی از رهبری حربیار مری، پسر خیربخش مری و برادر بالاچ مری از سال ۲۰۰۷ است اما او در سال ۲۰۱۵ در یک مصاحبه اعلام کرد که با این گروه ارتباطی ندارد.

## اهداف
جدایی ایالت بلوچستان از پاکستان و تشکیل کشور بلوچستان هدف اصلی این گروه است. گفته می‌شود این گروه با دولت هند در ارتباط بوده و از طرف هند، کمک مالی دریافت می‌کند. روزنامه هندو نیز گزارش‌هایی از حضور مخفیانهٔ رهبران زخمی و بیمار این گروه برای مداوا در هندوستان، منتشر کرده‌است.

## قرارگرفتن در فهرست سازمان‌های تروریستی
در روز سه‌شنبه ۲ ژوئیهٔ ۲۰۱۹ وزارت امور خارجهٔ ایالات متحدهٔ آمریکا اعلام کرد که ارتش آزادی‌بخش بلوچستان را به فهرست سازمان‌های تروریستی اضافه کرده‌است.